# رينهارد شتومبف
رينهارد ستيمف (بالألمانية: Reinhard Stumpf)‏ (26 نوفمبر 1961 بفرانكفورت في ألمانيا - ) هو مدرب كرة قدم ولاعب كرة قدم ألماني في مركز الدفاع. لعب مع غلطة سراي وفيغالتا سنداي وكيكرز أوفنباخ ونادي كارلسروه ونادي كايزرسلاوترن ونادي كولن وهانوفر 96.

## روابط خارجية
- رينهارد ستيمف على موقع اتحاد تركيا (لاعب) (الإنجليزية)
- رينهارد ستيمف على موقع قاعدة بيانات كرة القدم.إي يو (الإنجليزية)
- رينهارد ستيمف على موقع بيانات كرة القدم. دي إي (الألمانية)
- رينهارد ستيمف على موقع Soccerway.com (الإنجليزية)
- رينهارد ستيمف على موقع عالم كرة القدم.نت (الإنجليزية)